# Браун, Дэйв
Дэйв Браун (англ. Dave Brown; род. 23 августа 1973) — английский актёр-комик, фотограф, хореограф и диджей.

## Карьера
Наиболее известен своей ролью гориллы Болло (англ. Bollo the ape) в комик-группе Майти Буш. Кроме Болло он играл множество второстепенных ролей в сериале. Дэйв занимался постановкой всех танцев как в сериале, так и в живых выступлениях. Разрабатывал дизайн обложки их DVD дисков, вместе с Ноэлем оформлял их книгу «Mighty Book of Boosh». Также участвовал в радиоверсии Майти Буш.

## Биография
Дэйв родился в Саутенд-он-Си, Эссекс, и закончил Университетский колледж Бакингемшира Чилтернса (англ. Buckinghamshire Chilterns University College, сейчас Новый университет Бакингемшира). Вместе с Ноэлем Филдингом получил степень в университете Брунеля. Дэйв часто выступает в качестве диджея вместе с Майклом Филдингом.